# Mirage (AiRIのアルバム)
『Mirage』（ミラージュ）は、AiRIの3枚目のオリジナルアルバム。2014年7月9日にLantisから発売された。

## 概要
唯一無二のハイトーンボイスと類いまれな歌唱力を併せ持つAiRI。
3rdアルバムには、『ガンダムビルドファイターズ』のED曲やPCゲーム『サキガケ⇒ジェネレーション!』のOP主題歌など、アニメやゲームのタイアップ曲を収録。
アルバムのために書き下ろした楽曲も多数収録し、バラードから激しいロックナンバーまでAiRIの歌唱力・魅力を極限まで引き出した1枚となっている。

## 収録曲
1. Mind-set [4:17]
  - 作詞：AiRI、作曲・編曲：宮崎京一
2. And Jump!! [3:34]
  - 作詞：SugarLover、作曲・編曲：山口朗彦
  - PCゲーム『まじかりっく⇔スカイハイ 〜空飛ぶホウキに想いをのせて〜』OPテーマ
3. One Scene [4:51]
  - 作詞・作曲・編曲：折倉俊則
  - PCゲーム『赤さんと吸血鬼。』EDテーマ
4. Time has come [3:46]
  - 作詞：AiRI、作曲：宮崎京一、編曲：ms-jacky・宮崎京一
5. You'll never walk alone [4:46]
  - 作詞：AiRI、作曲：宮崎京一、編曲：宮崎京一・ms-jacky
6. Baby [4:07]
  - 作詞・作曲・編曲：折倉俊則
  - PCゲーム『赤さんと吸血鬼。』OPテーマ
7. 送れないラブレター [3:45]
  - 作詞・作曲：milktub、編曲：宮崎京一・樋又友紀
  - PCゲーム『グリーングリーン OVERDRIVE EDITION』挿入歌
8. Powdery Snow [5:09]
  - 作詞：AiRI、作曲・編曲：宮崎京一
9. MEMORIA [3:58]
  - 作詞：AiRI、作曲・編曲：宮崎京一
  - PCゲーム『サキガケ⇒ジェネレーション!』OPテーマ
10. ウツクシセカイ [3:30]
  - 作詞：AiRI、作曲：渡辺翔、編曲：宮崎京一
11. Good Job! [3:55]
  - 作詞：AiRI、作曲・編曲：宮崎京一
12. ミラクルハイプレッシャー [3:38]
  - 作詞：雪仁、作曲・編曲：水城新人
  - PCゲーム『夏恋ハイプレッシャー』OPテーマ
13. 深海 [4:59]
  - 作詞：AiRI、作曲・編曲：宮崎京一
14. Imagination > Reality [4:08]
  - 作詞：AiRI、作曲・編曲：宮崎京一
  - TVアニメ『ガンダムビルドファイターズ』EDテーマ